# Strumesjnitsa (vattendrag)
Strumesjnitsa (bulgariska: Струмешница) är ett vattendrag i Bulgarien, på gränsen till Nordmakedonien.   Det ligger i regionen Blagoevgrad, i den sydvästra delen av landet, 140 km söder om huvudstaden Sofia.
Trakten runt Strumesjnitsa består till största delen av jordbruksmark. Runt Strumesjnitsa är det glesbefolkat, med 15 invånare per kvadratkilometer.